# Haima
Una haima (de l'àrab خيمة, ẖayma) és el mot català per designar la tenda de campanya dels habitants nòmades del desert i de l'estepa del nord d'Àfrica. Antigament hi havia haimes diverses: 
- Mizalla o mazalla, la més gran, de pèl de cabra.
- Wusuf, la segona en mesura, de pèl.
- Bayt o bayt shaar, capacitat mitjana, de pèl de cabra.
- Khiba, variant de l'anterior, de pèl de camell.
- Suradik, tenda de tela de grans dimensions.
- Fustat, tenda de pèl, més petita.
- Midrab, tenda de pèl pels personatges notables.
- Kubba, pavelló de pell (adim).
- Zulla, arish o arsh, simples refugis.